# Tarifverbund Arcobaleno
Der Tarifverbund Tessin und Misox «Arcobaleno» ist der Tarifverbund der italienischsprachigen Schweiz. Er ist ein Produkt der Zusammenarbeit der Kantone Tessin und Graubünden sowie der beteiligten Transportunternehmen. Der Schienenverkehr im Tarifverbund wird von den SBB respektive deren Tochter TILO, der Lugano-Ponte-Tresa-Bahn (FLP) und der Ferrovie autolinee regionali ticinesi (FART) betrieben. Weitere wesentliche Anbieter sind Postauto Schweiz, Trasporti Pubblici Luganesi und AMSA – Autolinea Mendrisiense SA.

## Tarifpartner
- Bleniesi-Buslinien (ABL)
- Bus Mendrisiense (AMSA)
- Regionalbuslinien Lugano (ARL)
- PostAuto
- Tessiner Regionalbusbahnen (FART)
- Schweizerische Bundesbahnen (SBB)
- Regionalzüge Tessin Lombardei (TILO)
- Lugano-Ponte-Tresa-Bahn (FLP)
- Società Navigazione del Lago di Lugano (SNL)
- Öffentlicher Verkehr Lugano (TPL)

## Netzpläne

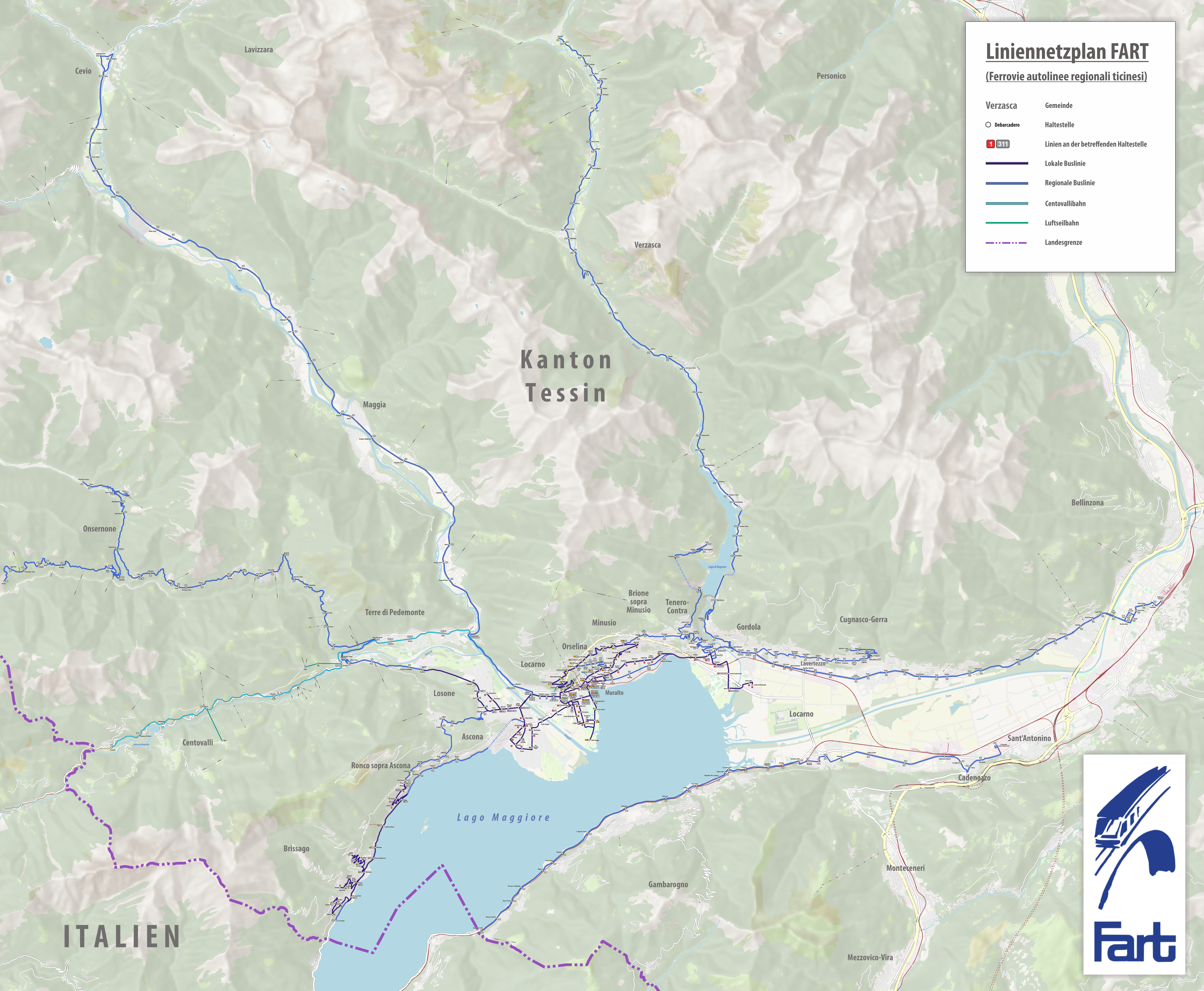
Tessiner Regionalbusbahnen
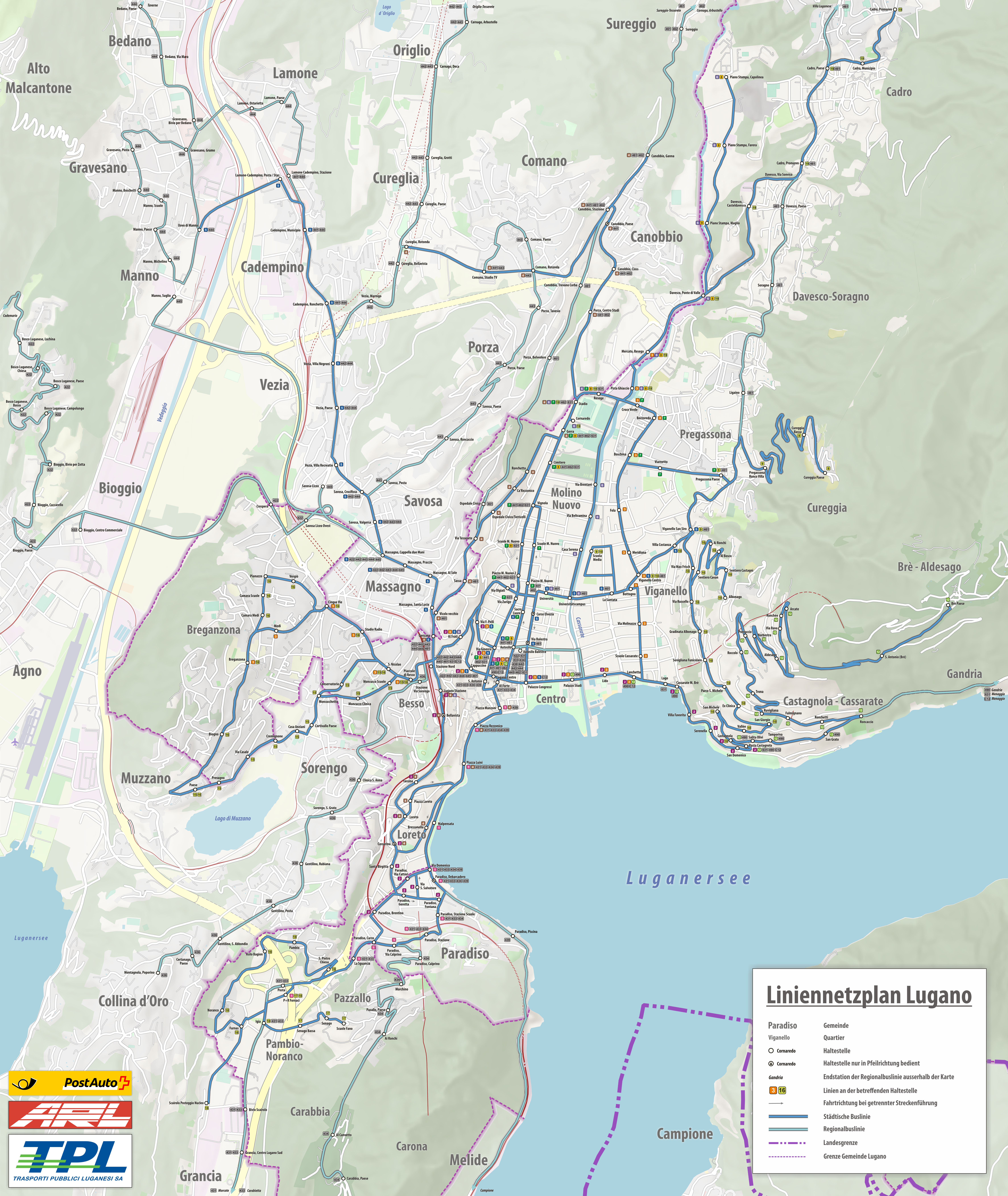
Verkehr Lugano
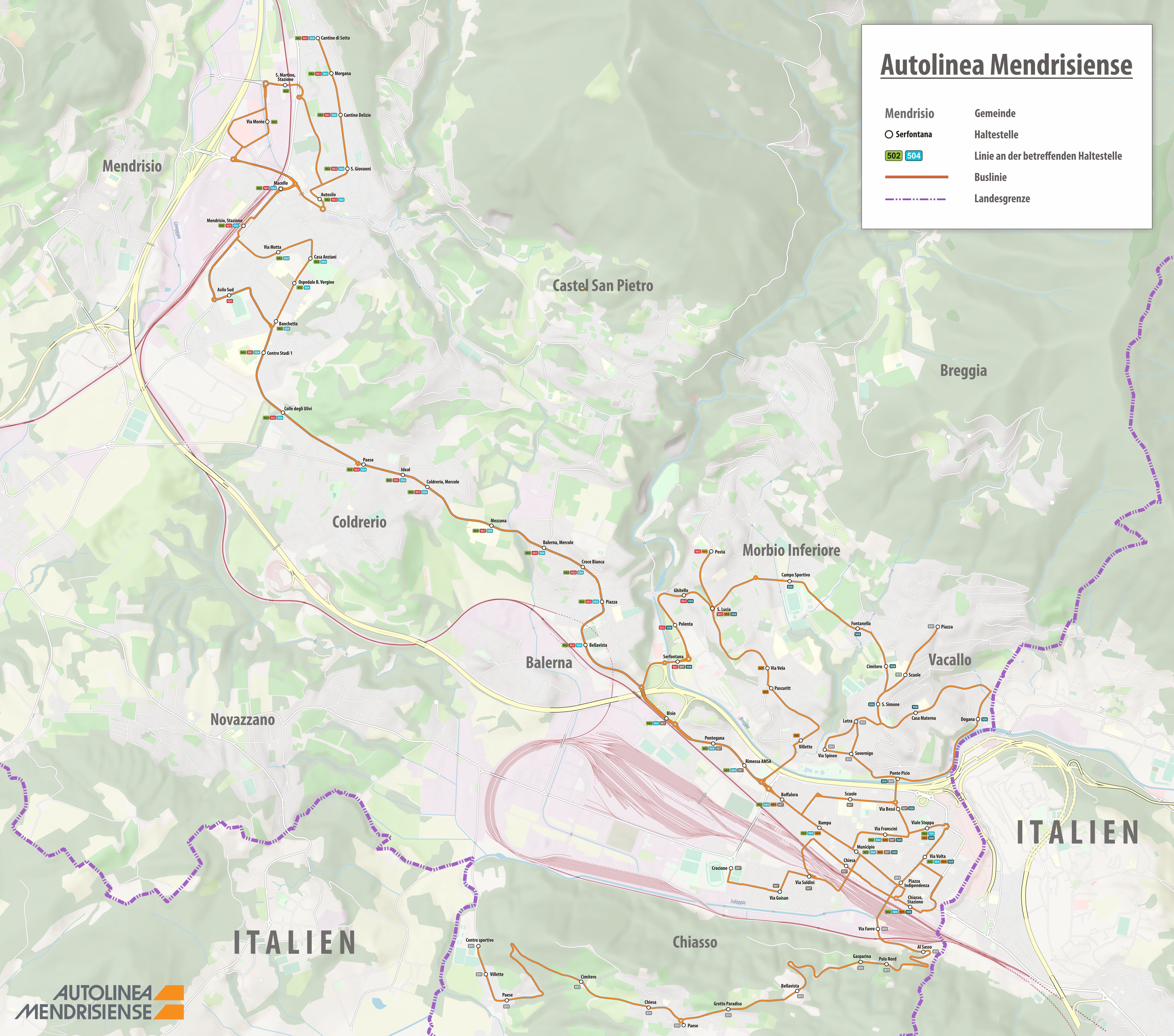
Mendrisio

A-Welle |
Arcobaleno |
Engadin Mobil |
Frimobil |
Libero |
mobilis |
Onde Verte |
Nordwestschweiz (TNW) |
Ostwind |
Passepartout |
Schwyz |
unireso |
Zug |
Zürcher Verkehrsverbund (ZVV)